# Calendario runico
I calendari runici (o doghe runiche) sembrano essere un'invenzione medievale svedese. Erano scritti su pergamena o intagliati su doghe di legno, osso o corno.
Il calendario runico era un calendario perpetuo basato su un ciclo lunare di 19 anni. Ciascuno dei 19 anni del ciclo era indicato da una tra 19 rune o "numeri dorati", scritti con le 16 rune del Fuþark recente (un alfabeto runico) più tre rune speciali aggiuntive: Arlaug (Numero dorato 17), Tvimadur (Numero dorato 18), e Belgthor (Numero dorato 19).
I giorni dell'anno erano disposti su una lunga linea, usando 52 ripetizioni delle prime sette rune del Fuþark recente per rappresentare 52 settimane di 7 giorni ciascuna.
Su una seconda linea, una delle 19 rune rappresentanti gli anni del ciclo segnava delle date, indicando che la luna nuova sarebbe caduta in tale data durante quell'anno. Ad esempio, nel diciottesimo anno del ciclo, le lune nuove cadevano nelle date segnate con la runa Tvimadur, simbolo del diciottesimo anno.
Solstizi, equinozi e celebrazioni (e eventualmente feste cristiane) erano segnate con linee o simboli addizionali.
Il più vecchio almanacco runico, la "doga di Nyköping", è stato datato al XIII secolo, ma la maggior parte delle diverse migliaia di calendari di legno risalgono al XVI e XVII secolo. 
Con l'adozione riforma del calendario gregoriano nel 1753, le rune esistenti divennero improvvisamente inutilizzabili. Tuttavia, in uno spirito patriottico, il pastore Sven Digelius a Säveryd, Västergötland, cercò di mantenere in vita il bastone runico e di adattarlo al nuovo calendario. L'istruzione stampata di Digelius e un bastone runico da lui tagliato furono presentati al Reichstag in occasione della Festa Nazionale del 1755.
Il nuovo bastone runico di Digelius veniva solitamente inciso su bastoni da passeggio, in voga dall'inizio del XVIII secolo, ma poteva anche essere stampato su carta per essere incollato su un bastone. Il calendario runico sopravvisse più a lungo sulle tabacchiere, da quando il fonditore reale Carl Norman nel 1778 ebbe l'idea di decorare le scatole di latta e ottone con le rune, facendone stampare anche un'istruzione. Le scatole del calendario furono prodotte da Skultuna Messingbruk fino al XX secolo inoltrato.

## Neopaganesimo tedesco
Alcuni moderni pagani tedeschi numerano gli anni aggiungendo 250 al numero del calendario gregoriano. Questa numerazione fa riferimento alle prove per cui l'alfabeto runico, un importante elemento culturale del paganesimo tedesco, emerse tra il IV e il I secolo a.C.